# Yecapixtla
Yecapixtla är en ort i Mexiko.   Den ligger i kommunen Yecapixtla och delstaten Morelos, i den sydöstra delen av landet, 70 km söder om huvudstaden Mexico City. Yecapixtla ligger 1 590 meter över havet och antalet invånare är 16 811.
Terrängen runt Yecapixtla är kuperad norrut, men söderut är den platt. Runt Yecapixtla är det tätbefolkat, med 613 invånare per kvadratkilometer. Närmaste större samhälle är Cuautla Morelos, 10,9 km sydväst om Yecapixtla. Omgivningarna runt Yecapixtla är en mosaik av jordbruksmark och naturlig växtlighet.